# Soris labiosus
Soris labiosus är en ringmaskart som beskrevs av Frederick Schram 1979. Soris labiosus ingår i släktet Soris, klassen havsborstmaskar, fylumet ringmaskar och riket djur. Inga underarter finns listade i Catalogue of Life.